# Тимохин, Герман Михайлович
Герман Михайлович Тимохин (род. в 1937 г.) — российский инженер, директор института «Ленгипротрансмост», дважды лауреат Премии Совета Министров СССР.
Образование: Ленинградский техникум железнодорожного транспорта, Ленинградский институт инженеров железнодорожного транспорта.
В 1958—1992 работал в проектном институте «Ленгипротрансмост», в 1975—1992 директор института.
Руководил проектированием и строительством мостов и транспортных развязок в различных регионах СССР и за рубежом. В числе этих объектов совмещенный мост через Северную Двину в Архангельске, мост через Лену на БАМе у Усть-Кута, мост через Амур у Комсомольска.
Дважды лауреат Премии Совета Министров СССР. Действительный член Российской академии транспорта.
С 1992 года на пенсии.